# واگنر لاو
واگنر سیلوا دِ سوزا (پرتغالی: Vágner Silva de Souza؛ زادهٔ ۱۱ ژوئن ۱۹۸۴) که با نام واگنر لاو شناخته می‌شود، بازیکن فوتبال در پست بازیکن فوتبال در پست مهاجم اهل برزیل است.

## باشگاهی
از باشگاه‌هایی که در آن بازی کرده‌است می‌توان به پالمیراس، زسکا مسکو، فلامینگو، شاندونگ لیونگ، کورینتیانس، موناکو، آلانیا اسپور و بشیکتاش اشاره کرد.

## تیم ملی
این بازیکن همچنین بین سال‌های ۲۰۰۴ تا ۲۰۰۷، ۲۰ بار برای، تیم ملی فوتبال برزیل به میدان رفته‌است و طی این مدت ۴ گل به ثمر رسانده‌است.